# Конвой «Вевак-Голландія № 5»
Конвой «Вевак-Голландія № 5» — японський конвой часів Другої світової війни, проведення якого відбувалось у грудні 1943-го.
Вихідним пунктом конвою став Палау — важливий транспортний хаб на заході Каролінських островів. Метою операції було постачання баз на північному узбережжі Нової Гвінеї в Голландії (наразі Джаяпура) та Веваку (тут перебував головний японський гарнізон на острові).
До складу конвою увійшли транспорти «Кібі-Мару» та «Фуккай-Мару» (Fukkai Maru), тоді як охорону забезпечували мисливець за підводними човнами CH-26 та допоміжний мисливець за підводними човнами CHa-10.
Загін вийшов з порту вранці 13 грудня 1943-го і вже за дві години був атакований американським підводним човном USS Pogy. Останньому вдалось торпедувати «Фуккай-Мару», яке затонуло всього за три хвилини. Разом з транспортом загинули 6 членів екіпажу та 52 військовослужбовці, що перебували на борту.
17 грудня конвой прибув до Веваку, швидко розвантажився та 18 грудня рушив назад.
У якийсь момент охорону підсилив допоміжний мисливець за підводними човнами CHa-47, а 23 грудня загін повернувся на Палау.